# 安格仕苦精
安格仕苦精（英語：Angostura bitters），是產於特里尼达和多巴哥一种苦精，用水、酒精、龙胆草的根和各种蔬菜萃取物酿制，不含安哥斯圖拉樹树皮。通常安格仕苦精被用来调味，较少用在烹饪事物上。最初安格仕苦精生产于委内瑞拉的玻利瓦尔城（原名“安哥斯图拉”），酒的名字由此得来。Angostura 一詞在西班牙文中意為「變窄」，玻利瓦尔城即奧里諾科河的第一個變窄處。酒瓶包装非常独特，带有标志性的大标签。

## 历史
委内瑞拉的西蒙·玻利瓦尔军队的一个外科医生，德国人约翰·戈特利布·本杰明·西格特博士发明了安格仕苦精的配方，于1824年开始出售安格仕苦精，并于1830年专门建立了一个酒厂。西格特使用了安哥斯度拉（现玻利瓦尔城）当地的原材料，可能也吸取了一些当地印第安人的草药知识。1853年起安格仕苦精开始销往海外，1875年工厂从玻利瓦尔城迁至特立尼达和多巴哥的西班牙港口，并一直到了今天。
1873年维也纳世界博览会上，安格仕苦精曾赢得过一枚奖牌。自此在其硕大的标签上就印着奖牌背面奥地利皇帝弗朗茨·约瑟夫一世的头像。
安格仕苦精的配方是严格保密的，全世界只有5个人知道整个配方的秘密。
2009年安格仕苦精曾一度在市场上短缺，公司回应说造成供货紧张的原因是他们无法得到足够的酒瓶来装瓶。关于酒水本身产品存在品質问题、公司召回出售的苦精、工厂已经停产这样的传闻是不实的。当时这些报道充斥了鸡尾酒行业各大新闻报道和各个鸡尾酒爱好者的博客。
1908年，一本安格仕苦精指南出版，并于2008年再版。
自2007年，安格仕苦精开始生产一款名为“安格仕柑橘苦精（Angostura Orange）”的苦精。

## 饮用

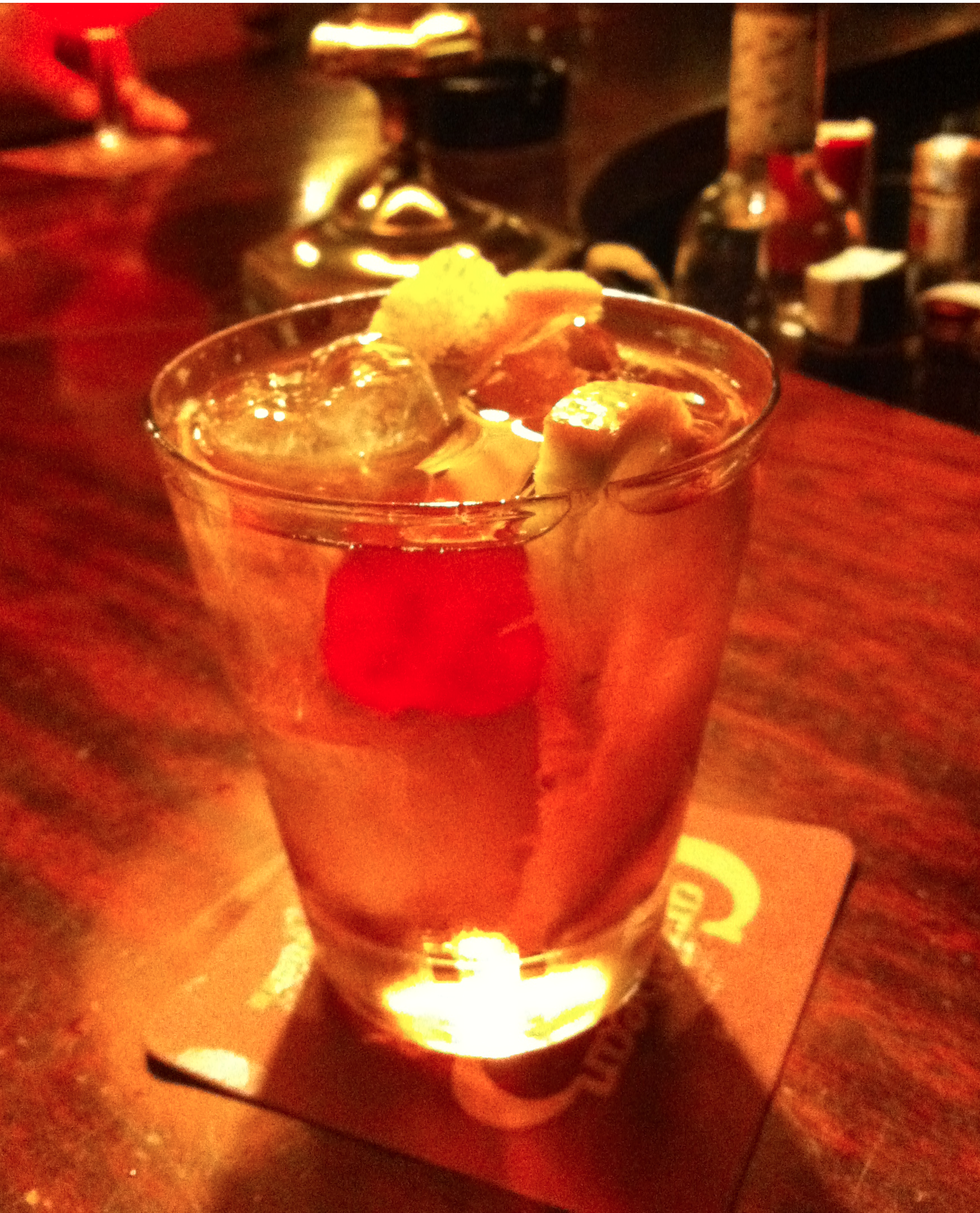
古典鸡尾酒
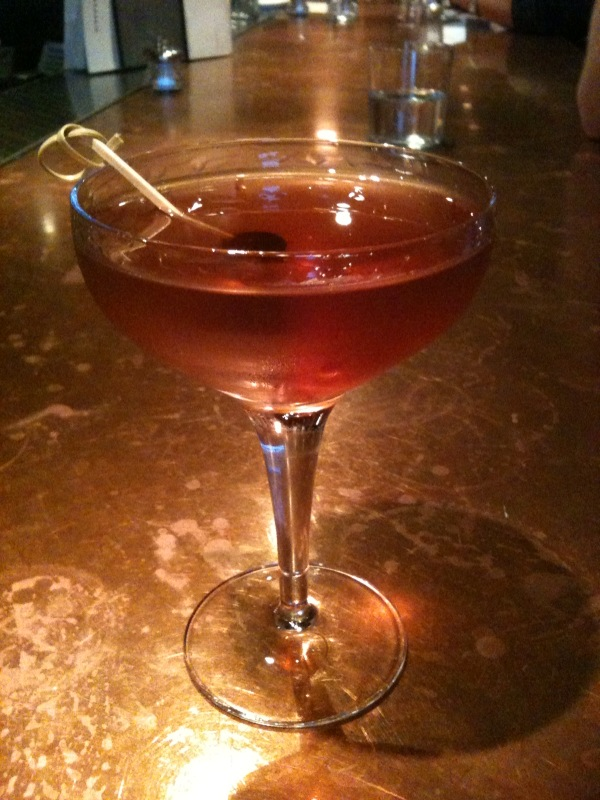
曼哈顿鸡尾酒
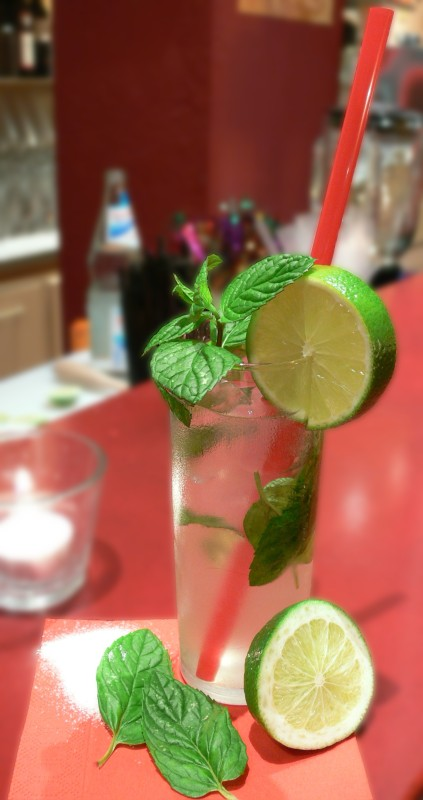
莫吉托鸡尾酒

安格仕苦精高度浓缩的苦味非常独特，酒精浓度虽然高达44.7％，但一般都不会直接饮用，而是一点点用来调味。
安格仕苦精的苦味在众多鸡尾酒的配方中都是一个关键元素。其苦味可以用来掩盖汤力水中奎宁的味道，通常与金酒混和调制成粉红金酒（Pink Gin），也可用于许多其他鸡尾酒。在美国，广为人知的是其常与威士忌一起调制各种鸡尾酒，如古典鸡尾酒和曼哈顿鸡尾酒。许多鸡尾酒的原始配方中没有用到安格仕苦精，但是加入几滴苦酒后却能够添加更多的风味，如莫希托鸡尾酒。另外，软饮料中也可以加入苦酒，柠檬汁、莱姆汁和几滴苦精混合的非酒精饮料在澳大利亚和新西兰的Pub中非常流行。

### 药用价值
安格仕苦精被认为具有医用价值，据报道苦精可以有效的改善打嗝，另外也可以用来治疗胃部不适。
安格仕苦精往往错误地认为含有毒性的物质。它常被误认为含有安哥斯图拉树树皮成份，实际上并非如此，而该树树皮本身也没有毒性。然而在其作为药物使用的过程中，往往有无良卖家往往搀杂便宜却有毒的马钱子等植物的树皮。